# Входите без стука
«Входи́те без стука» (англ. Don't Come Knocking) — кинофильм режиссёра Вима Вендерса, вышедший на экраны в 2005 году.

## Сюжет
Известный актёр-скандалист Хауард Спенс сбегает со съёмок очередного вестерна. Он чувствует усталость от своей суматошной и бестолковой жизни и решает отправиться в гости к матери, с которой не виделся уже тридцать лет. Здесь он узнаёт, что в маленьком городке в Монтане у него должен быть взрослый сын. Направляемый безотчётным желанием, Хауард пускается в путь. По его следу устремляется ищейка Саттер, нанятый, чтобы вернуть его на съёмочную площадку.

## В ролях
| Актёр          | Роль                  |
| -------------- | --------------------- |
| Сэм Шепард     | Хауард Спенс          |
| Тим Рот        | Саттер                |
| Джессика Лэнг  | Дорин                 |
| Сара Полли     | Скай                  |
| Габриэль Манн  | Эрл                   |
| Файруза Балк   | Эмбер                 |
| Эва Мари Сейнт | мать Хауарда          |
| Курт Фуллер    | мистер Дэйли          |
| Джордж Кеннеди | режиссёр              |
| Марли Шелтон   | молодая кинозвезда    |
| Джеймс Гэммон  | старый работник ранчо |

## Награды и номинации
- 2005 — номинация на приз «Золотая пальмовая ветвь» Каннского кинофестиваля
- 2005 — премия European Film Awards за лучшую операторскую работу (Франц Лустиг)
- 2005 — три номинации на премию European Film Awards: лучший фильм, лучший режиссёр (Вим Вендерс), лучший монтаж (Петер Пжигода, Оли Вейсс)
- 2006 — две номинации на премию German Film Awards: лучшая музыка (Ти-Боун Бёрнетт), лучшая работа художника (Натан Амондсон)

## Саундтрек
| Композиция                             | Автор                        | Исполнитель        |
| -------------------------------------- | ---------------------------- | ------------------ |
| «Lonely Man»                           | Ти-Боун Бёрнетт              | Гэбриэл Манн       |
| «God's in the Kitchen»                 | Сэм Шепард и Ти-Боун Бёрнетт | Ти-Боун Бёрнетт    |
| «Monkey Dance»                         | Ти-Боун Бёрнетт              | Ти-Боун Бёрнетт    |
| «Driving Wheel»                        | Ти-Боун Бёрнетт и Билли Суон | Ти-Боун Бёрнетт    |
| «Strike a Match»                       | Ти-Боун Бёрнетт и Итан Коэн  | Гэбриэл Манн       |
| «Shaken, Rattled and Rolled»           | Ти-Боун Бёрнетт              | Гэбриэл Манн       |
| «I'm Coming Home»                      | Ти-Боун Бёрнетт              | Ти-Боун Бёрнетт    |
| «I Wish You Could Have Seen Her Dance» | Ти-Боун Бёрнетт              | Ти-Боун Бёрнетт    |
| «Power of Love»                        | Ти-Боун Бёрнетт              | Ти-Боун Бёрнетт    |
| «Strike a Match»                       | Ти-Боун Бёрнетт              | Кассандра Уилсон   |
| «DCK Waltz»                            | Уолтер Спенсер               |                    |
| «Lost»                                 | Ти-Боун Бёрнетт              | Кассандра Уилсон   |
| «Lonely Man»                           | Ти-Боун Бёрнетт              | Ти-Боун Бёрнетт    |
| «Don't Come Knocking»                  | Боно и Эдж                   | Андреа Корр и Боно |